# الکساندریا، دونبارتونشر غربی
الکساندریا، دونبارتونشر غربی (به انگلیسی: Alexandria, West Dunbartonshire) یک شهرک در اسکاتلند است که در دونبارتونشر غربی واقع شده‌است. الکساندریا ۱۳٬۴۴۴ نفر جمعیت دارد.